# Baps
Baps è un singolo della rapper statunitense Trina e della rapper trinidadiana Nicki Minaj, pubblicato il 21 giugno 2019 come quinto estratto dal sesto album in studio di Trina The One.

## Tracce
Testi di Katrina Taylor, Onika Maraj, Bryan Williams, Christopher Dorsey, Byron Thomas, Terius Gray, Dwayne Michael Carter Jr., musiche di Audio Jones.
1. Baps